# 文斯·卡萨雷斯
文斯·卡萨雷斯，或温斯·卡萨雷斯（英語：Wences Casares，1974年2月26日—）是一位阿根廷技术企业家。 他是比特币钱包提供商的首席执行官 Xapo，并创立了Internet Argentina，Wanako Games，Patagon，柠檬钱包 和 Banco Lemon。 卡萨雷斯是Paypal和Coin Center的董事会成员，并且是Kiva和Viva Trust的董事会成员。

## 早期的生活
卡萨雷斯是家中的长子，家中共有四个孩子，一家人生活在阿根廷巴塔哥尼亚 的一家农场，以养羊为生。 在高中时，卡萨雷斯在宾夕法尼亚州的华盛顿作交换生时获得扶轮奖学金。卡萨雷斯在接受今日美国采访时回忆说，那笔奖学金“改变了我的生活”。 他回到布宜诺斯艾利斯，在圣安德烈斯大学工商管理专业学习了三年，之后退学，并于1994年成立了阿根廷首个互联网服务供应商，Internet Argentina S.A. 。
他离开公司，并在1997年创立了阿根廷线上经纪公司Patagon。Patagon成为拉丁美洲主要的综合性互联网金融服务门户网站，并将其在线银行服务扩展到美国，西班牙和德国。Patagon被西班牙银行桑坦德银行以7.5亿美元收购。

## 职业生涯
2002年，卡萨雷斯创立了 Wanako Games，（后来更名为Behaviour Santiago，是一家总部位于纽约市的视频游戏开发商。 Wanako Games最出名的游戏是重磅游戏 突击英雄，并于2007年被动视公司收购。
也是在2002年，卡萨雷斯与他的合作伙伴共同创立了Banco Lemon，这是为巴西缺乏银行服务者服务的零售银行。 巴西最大的银行巴西银行于2009年6月收购了Banco Lemon。 卡萨雷斯是数字钱包平台 柠檬钱包 的创始人兼首席执行官。2013年，美国公司LifeLock以约4300万美元的价格收购了柠檬。

### Xapo
卡萨雷斯是 Xapo 的首席执行官，Xapo 是一家位于加利福尼亚州帕罗奥图的比特币钱包初创公司。

## 个人生活
卡萨雷斯与他的妻子和三个孩子住在加利福尼亚州帕罗奥图。从2004年到2007年，卡萨雷斯和他的家人乘坐他们的双体船Simpatica环游了世界。